# Пхакараму
Пхакараму (телугу ఫకారా; -му — окончание среднего рода, англ. Phakaramu) — ఫ, пха, 35-я буква алфавита телугу, обозначает придыхательный глухой губно-губной взрывной согласный. Акшара-санкхья — 2 (два).
Символ «ఫ» входит в подраздел «Согласные» раздела «Телугу» и был утвержден как часть Юникода версии 1.1 в 1993 году.
Гунинтам: ఫా, ఫి, ఫీ, ఫు, ఫూ, ఫె, ఫే, ఫై, ఫొ, ఫో, ఫౌ.

## Лигатурный вариант
Варианты подстрочной буквы «пха» в телугу и каннада:

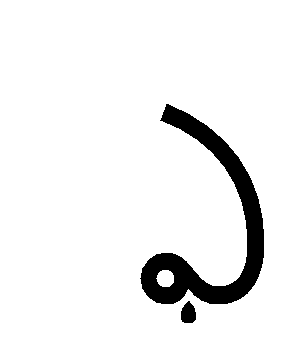
Пхаватту (подписная)
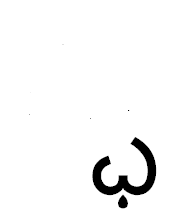
Пхаотту (каннада)
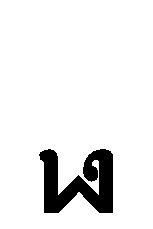
Тьенг пха (кхмерская пхаватту)